# サンズ SUN OF THE DEAD
『サンズ SUN OF THE DEAD』は、2011年公開の映画。

## 概要
洋画のカルト作品を販売する専門メーカーWHDジャパンが製作したオリジナルビデオ第5弾。
阿見松ノ介作品の馴染みである仲谷進が特殊メイクを担当。

## あらすじ
ビルの一室に佇む4人と少女の死体。彼らは何者かに追われ、ここに偶然集まった。
夜が明けると、ラジオやTVさえ繋がらなくなっていた。いよいよ、この世の終わりが来たと確信する孔助。
そして外に出られない状態の続く中、ストレスは少しずつ4人の関係を壊し始めていた。
外には人肉を求め、彷徨う生きる屍たち…彼らに咬まれた者もまた感染する。
そう、あのホラー映画のゾンビと同じ現象が日本で起こっているのだ。
夏山とナミはこのビルから脱出を試みるが…。

## キャスト
- 平宅亮：杭瀬孔助
- 夏守陽平：夏山洋平
- みぶ真也：盾倉広
- 自衛尊ナミ：ナミ
- おちあやこ：オチアヤコ
- マズキ：杭瀬伊奈
- 沖一文字：ゾンビ２体
- 銀河：カメラマン

## エピソード
- 阿見作品に常連のみぶ真也は、冷房設備を完備しない部屋での大人数のゾンビ撮影シーン等で「阿見監督との撮影は楽ではない」とエンドロールのNG集で述べている。
- 特別ゲストとしてTVレポーターのおちあやこが珍しくオリジナルビデオに出演した。
- ゾンビ２体を演じた沖一文字とカメラマンを演じた銀河は実の親子である。
- 仲谷進と阿見松ノ介は「予算がないと映画を撮れないと思い込み過ぎないで、まず、作って欲しいと若者に訴える為にこの映画を企画した」と公式サイトで語っている。
- 脚本に惚れ込んだ俳優達が殆どノーギャラに近い状態で参加した事から低予算で納まったとも述べている。
- 劇団中村家よりオーディションに参加、阿見監督に高く評価された自衛尊ナミはこれが映画初出演である。彼女は自らを「ホラー女優」と位置付け、エンドロールのNG集でも「ゾンビ大好き」と語る。
- 邦画では珍しいサバイバル・ゾンビとしての描写などがあり、多くのゾンビファンが「これから、日本でゾンビ映画を作るきっかけになって欲しい」と期待した。
- 単なるゾンビ映画とは違い、阿見松ノ介らしいドンデン返し等もあり、映画通等のコアファンには好評だったと監督自身がブログで発表している。
- 音楽を担当したKotyは製作中に阿見松ノ介監督宛のメールを送り、売り込んだ。後日、サンプルを聴いた阿見松ノ介監督自身から賛美する返信メールがあり、起用された。
- 衣装提供したメルトヘルム澁谷もSNSで監督と知りあったと語っている。
- ハリウッドの異才テッド・V・マイケルズやアイドリアン・ガルシア・ボグリアーノも本作を観て、監督に賛辞をメールで送った。
- 協賛としてECC専門学校やゾンビショップ・ジョージが参加した。
- ゾンビが走るべきか歩くべきは会議でも大議論になり、なかなか結論が出なかった。そこで阿見松ノ介監督は「ゾンビは本来、死後硬直で動きが鈍って遅くなるのだから、死んで間もないゾンビは動きが速いはずだ。2種類を混ぜよう」と言ってスタッフを納得させた。
- 本作を絶賛した『スペース・ゾンビ／吸血ビールス大襲来（英語版）』のグレン・コバーン監督は北米での上映権を持っている。